# Ladă cu nisip
Lada cu nisip este o recipient cu nisip, pregătit în scopul utilizării ca mijloc de stingere a începuturilor de incendii din clasa A (materiale combustibile solide). Utilizarea acestui mijloc este limitată în cazul incendiilor din clasa B (Lichide inflamabile ca motorina, uleiurile, vopselele. etc..)
Se utilizează cu precădere în locuri cu pericol redus de incendiu și clădiri izolate unde nu sunt surse de apă.
Modul de folosire implică aruncarea cu o lopată a nisipului asupra flăcărilor. Avantajul unui asemenea mijloc este reprezentat de faptul că nisipul este un material de construcție care nu trebuie înlocuit periodic și este ușor de folosit la stingerea începuturilor de incendii.